# Cuatro Policías

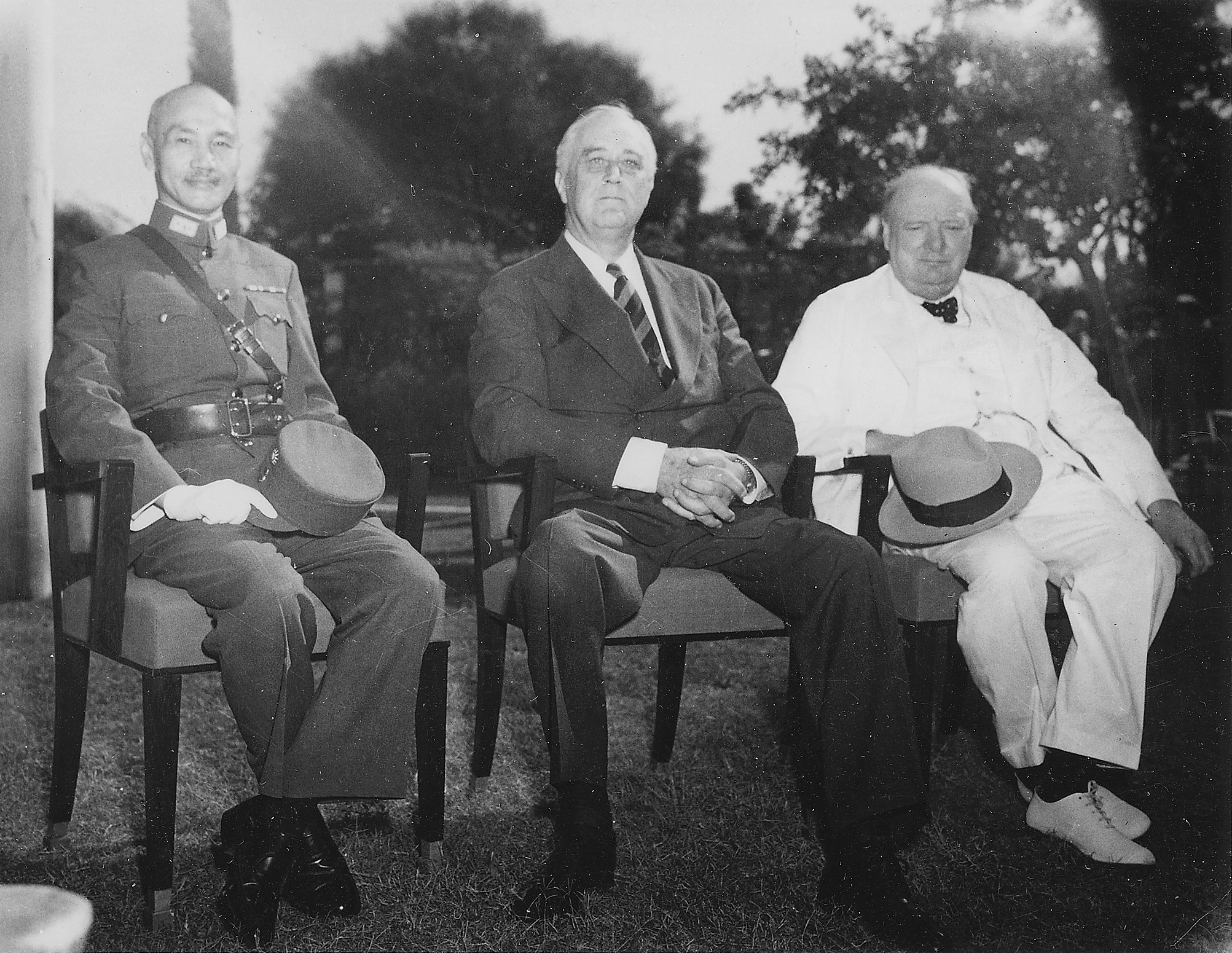
El generalísimo Chiang Kai-shek, Franklin D. Roosevelt y Winston Churchill reunidos en la Conferencia de El Cairo de 1943, durante la Segunda Guerra Mundial.

Los Cuatro Policías estaba previsto que fueran un consejo de la posguerra de la Segunda Guerra Mundial propuesto por el presidente de los Estados Unidos Franklin D. Roosevelt como garante de la paz mundial, que se compondría de los Cuatro Grandes. Los miembros de los Cuatro Grandes, llamados las Cuatro Potencias durante la Segunda Guerra Mundial, fueron los cuatro Aliados más importantes: los Estados Unidos, el Reino Unido, la Unión Soviética y la República de China. La Organización de las Naciones Unidas concebida por Roosevelt se componía de tres ramas: una rama ejecutiva que incluiría a los Cuatro Grandes, una rama de control que comprendería las mismas cuatro potencias mundiales que actuarían como los Cuatro Policías o los Cuatro Sheriffs, y una asamblea internacional que representaría a todos los miembros de las Naciones Unidas.
Los Cuatro Policías serían responsables de mantener el orden en sus esferas de influencia: el Reino Unido en su imperio y en Europa Occidental, la Unión Soviética en Europa Oriental y Asia Central, China en Asia Oriental y el oeste del Pacífico, y los Estados Unidos en el hemisferio occidental. Como medida preventiva contra nuevas guerras, el resto de países, exceptuando a los Cuatro Policías, tenían que ser desarmados. Solo se permitiría a los Cuatro Policías poseer armas más potentes que un rifle. Los Cuatro Policías se materializaron en los miembros permanentes del Consejo de Seguridad de las Naciones Unidas, pero sus poderes se redujeron significativamente respecto a los planes iniciales como compromiso con las críticas internacionalistas. Francia se añadió posteriormente como quinto miembro del consejo debido a la insistencia de Churchill.

## Historia

### Contexto
Durante la Segunda Guerra Mundial, el presidente Roosevelt inició los planes para la creación de una organización internacional nueva y más duradera que sustituiría a la antigua Sociedad de las Naciones tras la Segunda Guerra Mundial. Antes de la guerra, Roosevelt había apoyado inicialmente a la Sociedad de las Naciones, pero perdió su confianza en ella debido a su ineficiencia para evitar el estallido de la Segunda Guerra Mundial. Roosevelt quería crear una organización internacional que asegurara la paz mundial mediante los esfuerzos conjuntos de las potencias mundiales, en lugar de mediante las nociones wilsonianas de consenso internacional y colaboración que  dirigieron la Sociedad de las Naciones. En 1935, dijo a su asesor de política exterior Sumner Welles: «La Sociedad de las Naciones se ha convertido en solo un club de debate, y uno de las malos».
Roosevelt criticó a la Sociedad de las Naciones por representar los intereses de demasiadas naciones. El Presidente dijo al ministro de asuntos exteriores soviético Viacheslav Mólotov que «no podía concebir otra Sociedad de las Naciones con cien miembros diferentes; simplemente eran demasiados países para agradar, por esto fue un fracaso y sería un fracaso». La propuesta de Roosevelt de 1941 era la de crear un nuevo organismo internacional liderado por un «fideicomiso» de grandes potencias que supervisaría a los países más pequeños. En septiembre de 1941, escribió:

En la actual confusión mundial, no es aconsejable reconstituir una Sociedad de las Naciones que, debido a su tamaño, propicia el desacuerdo y la inacción... parece no haber ninguna razón por la que el principio del fideicomiso en asuntos privados no deba ser extendido a la escena internacional. El fideicomiso se basa en el principio del servicio altruista. Al menos durante un tiempo, hay muchos niños pequeños entre las personas del mundo que necesitan un fideicomisario para sus relaciones con otros países y personas, de la misma manera que hay muchas personas o países adultos que deben ser reconducidos a un espíritu de buena conducta.

El Departamento de Estado había empezado a elaborar planes de un sucesor de la Sociedad de las Naciones para la posguerra bajo la supervisión de Roosevelt mientras los Estados Unidos eran aún oficialmente una potencia neutral en la guerra. Roosevelt era reacio a anunciar públicamente sus planes de crear un organismo internacional para la posguerra. Era consciente del riesgo de que el público estadounidense podía rechazar sus propuestas, y no quería repetir los esfuerzos de Woodrow Wilson para convencer al Senado de que aprobara la adhesión de los Estados Unidos a la Sociedad de las Naciones. Cuando en agosto de 1941 se publicó la Carta del Atlántico, Roosevelt se aseguró de que no mencionara la implicación de los Estados Unidos en la creación de un nuevo organismo internacional tras la guerra. El ataque a Pearl Harbor de diciembre de 1941 provocó un cambio en la posición de Roosevelt. Transformó su propuesta de fideicomiso en una organización centrada en los llamados Cuatro Policías: los Estados Unidos, la República de China, la Unión Soviética y el Reino Unido.

### Planes sobre los Cuatro Policías

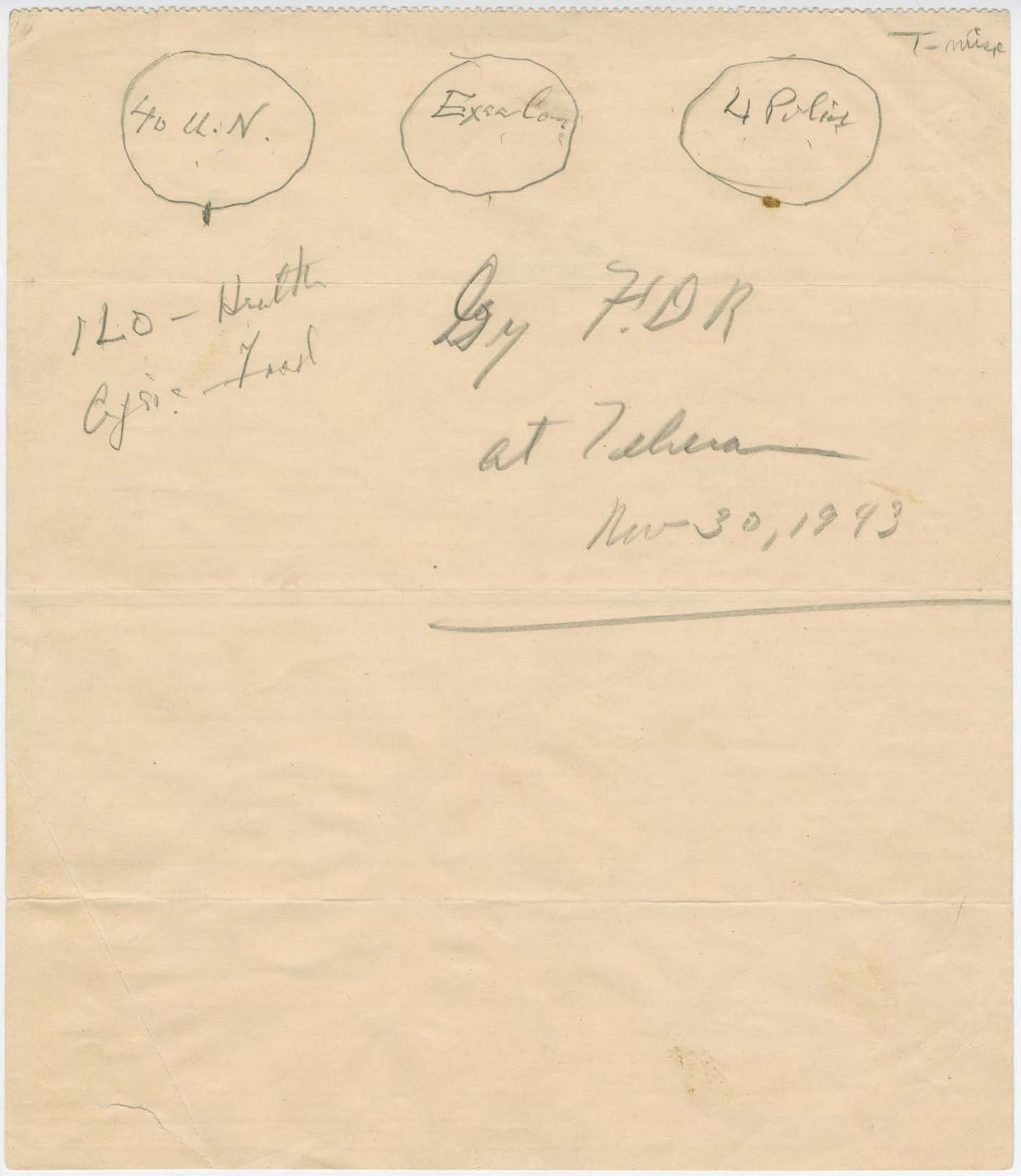
Dibujo de 1943 de Franklin Roosevelt de las tres ramas del proyecto original de las Naciones Unidas. La rama de la derecha representa a los Cuatro Policías.

La idea de que las grandes potencias debían «vigilar» el mundo ya había sido discutida por el presidente Roosevelt en agosto de 1941, durante su primer encuentro con Winston Churchill. Roosevelt hizo sus primeras referencias a la propuesta de los Cuatro Policías a principios de 1942. Presentó sus planes para la posguerra a Mólotov, quien visitó Washington el 29 de mayo para discutir la posibilidad de lanzar un segundo frente en Europa. Roosevelt dijo a Mólotov que los Cuatro Grandes debían unirse entre sí tras la guerra para vigilar el mundo y desarmar a los países agresores. Cuando Mólotov le preguntó sobre el papel de los otros países, Roosevelt respondió que tener demasiados «policías» podía conducir a disputas internas, pero que estaba abierto a la idea de que participaran otros países aliados. Un memorando de la conferencia resume su conversación:

El Presidente dijo a Mólotov que había concebido el desarme forzoso de nuestros enemigos, y, en realidad, algunos de nuestros aliados, tras la guerra; que había pensado que los Estados Unidos, el Reino Unido, Rusia y quizá China debían vigilar el mundo y obligar al desarme mediante inspección. El presidente dijo que que no se permitiría que Alemania, Italia, Japón, Francia, Checoeslovaquia, Rumanía y otros países tuvieran fuerzas militares. Afirmó que otros países se podrían a unir a los primeros cuatro mencionados después de que la experiencia demostrara que eran de confianza.

Roosevelt y Mólotov continuaron su debate sobre los Cuatro Policías en un segundo encuentro el 1 de junio. Mólotov informó al Presidente de que Stalin quería apoyar los planes de Roosevelt para mantener la paz en la posguerra mediante los Cuatro Policías y el desarme del resto de países. Roosevelt también planteó el problema de la descolonización en la posguerra. Sugirió que las antiguas colonias debían atravesar por un período de transición bajo el gobierno de un fideicomiso internacional antes de su independencia.
La República de China se incluyó como miembro de los Cuatro Grandes y futuro miembro de los Cuatro Policías. Roosevelt estaba a favor de reconocer a China como gran potencia debido a que estaba seguro de que los chinos se aliarían con los Estados Unidos contra los soviéticos. Dijo al Secretario de Asuntos Exteriores británico Anthony Eden, «en cualquier conflicto político con Rusia, [China] se pondría sin duda de nuestro lado». El Presidente creía que una China proestadounidense sería útil para los Estados Unidos si los americanos, soviéticos y chinos acordaran ocupar conjuntamente Japón y Corea tras la guerra. Cuando Mólotov expresó preocupaciones sobre la estabilidad de China, Roosevelt respondió diciendo que la «población total de nuestros países y aliados es más de mil millones de personas».
Churchill se opuso a la inclusión de China como uno de los Cuatro Grandes debido a que temía que los Estados Unidos estuvieran intentando debilitar las posesiones coloniales británicas en Asia. En octubre de 1942, Churchill dijo a Eden que la República de China representaba un «voto en el lado de los Estados Unidos en cualquier intento de liquidar el imperio de ultramar británico». Eden compartía este punto de vista con Churchill y expresó sus dudas sobre si China, que estaba entonces en mitad de una guerra civil, podría volver a ser un país estable. Roosevelt respondió a las críticas de Churchill diciendo a Eden que «China se puede convertir en una potencia muy útil en Extremo Oriente para ayudar a vigilar a Japón» y que era partidario de ofrecer más ayuda a China.
La propuesta de Roosevelt de los Cuatro Policías recibió críticas de los internacionalistas liberales, que querían que el poder se distribuyera más igualmente entre las naciones miembro de las Naciones Unidas. Los internacionalistas estaban preocupados de que los Cuatro Policías pudieran conducir a una nueva Cuádruple Alianza.

### Formación de las Naciones Unidas
En abril de 1944, el Departamento de Estado elaboró un nuevo plan para las Naciones Unidas. Mantenía el énfasis en la solidaridad entre las potencias mundiales que era central en la propuesta de Roosevelt de los Cuatro Policías. Los miembros de los Cuatro Grandes serían miembros permanentes del Consejo de Seguridad de las Naciones Unidas. Cada uno de estos cuatro miembros permanentes tendría un derecho de veto en este consejo que anularía cualquier resolución de las Naciones Unidas que fuera contraria a sus intereses. Sin embargo, el Departamento de Estado había llegado a un compromiso con los internacionalistas liberales. Se amplió la posibilidad de ser miembro a todos los países que estaban luchando contra las potencias del Eje en lugar de seleccionar unos pocos entre ellos. En agosto de 1944, la Conferencia Dumbarton Oaks acordó discutir los planes para las Naciones Unidas de la posguerra con delegaciones de los Estados Unidos, el Reino Unido, la Unión Soviética y China. Los Cuatro Grandes y sus aliados firmaron la Carta de las Naciones Unidas en 1945.

## Legado
En palabras de un antiguo Subsecretario General de las Naciones Unidas, Sir Brian Urquhart:

Era un sistema pragmático que se basaba en la supremacía de los fuertes, una «fideicomiso de los poderosos», como lo llamaba entonces, o, como lo llamó después, los «Cuatro Policías». El concepto era, como el [Senador Arthur H.] Vandenberg observó en su diario en abril de 1944, «cualquier cosa menos un sueño internacionalista de un estado mundial... Se basaba enteramente en una alianza de cuatro potencias». Con el tiempo esto resultó ser tanto la fuerza como la debilidad de las futuras Naciones Unidas, una organización basada teóricamente en el concierto de grandes potencias cuya hostilidad mutua resultó ser la mayor amenaza potencial a la paz mundial.